# Виндт, Хенни
Хендрикюс (Хенни) Виндт (нидерл. Hendricus "Hennie" Windt; 30 ноября 1903, Амстердам — 30 апреля 1982, там же) — нидерландский футболист, игравший на позиции защитника, выступал за амстердамские команды ДЕК и «Аякс».

## Спортивная карьера
В возрасте семнадцати лет Виндт стал членом футбольного клуба ДЕК из Амстердама. В команде играл также его старший брат Ян. В 1927 году Хенни перешёл в другой амстердамский клуб — «Аякс». На тот момент «красно-белые» играли в районе Ватерграфсмера на стадионе «Хет Хаутен» на Мидденвег.
Первый матч в чемпионате защитник провёл 23 октября против клуба УВВ. Игра завершилась крупной победой «Аякса» — 7:0. В дебютном сезоне принял участие в четырёх матчах чемпионата. Амстердамцы выиграли свою группу и вышли в финальную часть чемпионата, но по итогам плей-офф заняли второе место.
В следующем сезоне Виндт получил больше игрового времени, сыграв в двенадцати матчах первенства Нидерландов. В общей сложности за четыре года Хенни принял участие в 17 матчах чемпионата. В последний раз в составе «Аякса» он выходил на поле 19 апреля 1931 года в гостевом матче с «Гермес» ДВС.

## Личная жизнь
Хенни Виндт родился 30 ноября 1903 года в Амстердаме, в семье Антониюса Виндта и его жены Гертрёйда ван Роэйен. Он был младшим ребёнком в семье из четырёх детей. У него были старшие братья Ян, Пит и Тон. Их семья проживала в доме № 70 по улице Схагерлан в районе Ватерграфсмера.
Виндт умер в возрасте 78 лет в доме престарелых. Он был похоронен на кладбище Де Ньиве Остер.